# Kopernikus-Haus

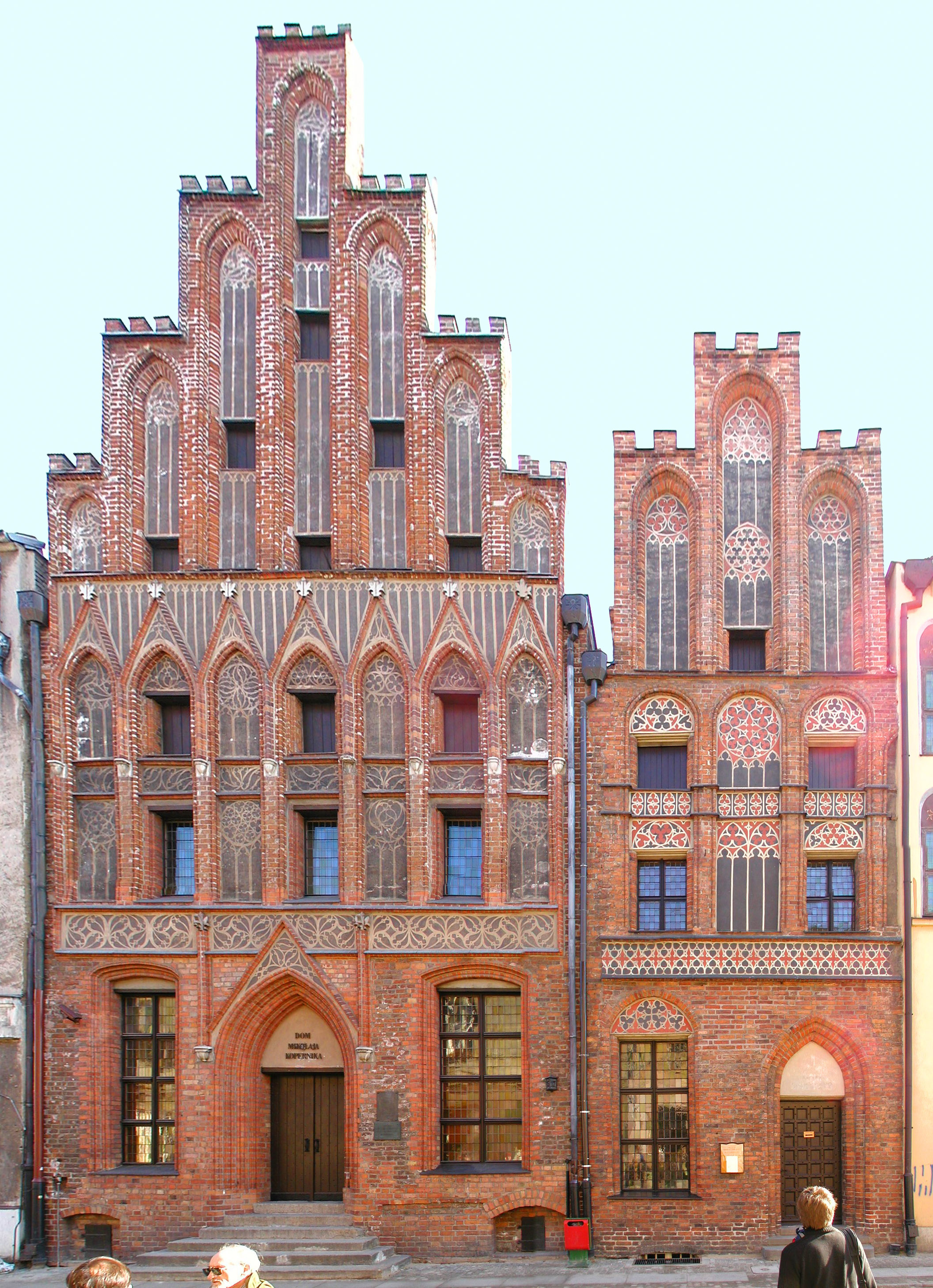
Fassaden der Mietshäuser

Das Kopernikus-Haus  ist ein historisches gotisches Haus in Toruń in Polen.
Es gehörte in der zweiten Hälfte des 15. Jahrhunderts der Familie Kopernikus und wird von vielen Historikern als Geburtsort von Nikolaus Kopernikus (polnisch Mikołaj Kopernik) angesehen.

## Lage
Das Haus befindet sich im südlichen Teil der Altstadt in der Kopernikastraße 15–17, in der Nähe des Hauses, das früher als Geburtsort von Nikolaus Kopernikus galt. Heute beherbergt es das Hotel Gotyk.

## Geschichte
Das Haus stammt aus dem Jahr 1370 und ist ein sogenanntes Getreidespeicherhaus, das im Mittelalter sowohl Wohn- als auch Lagerfunktionen hatte.

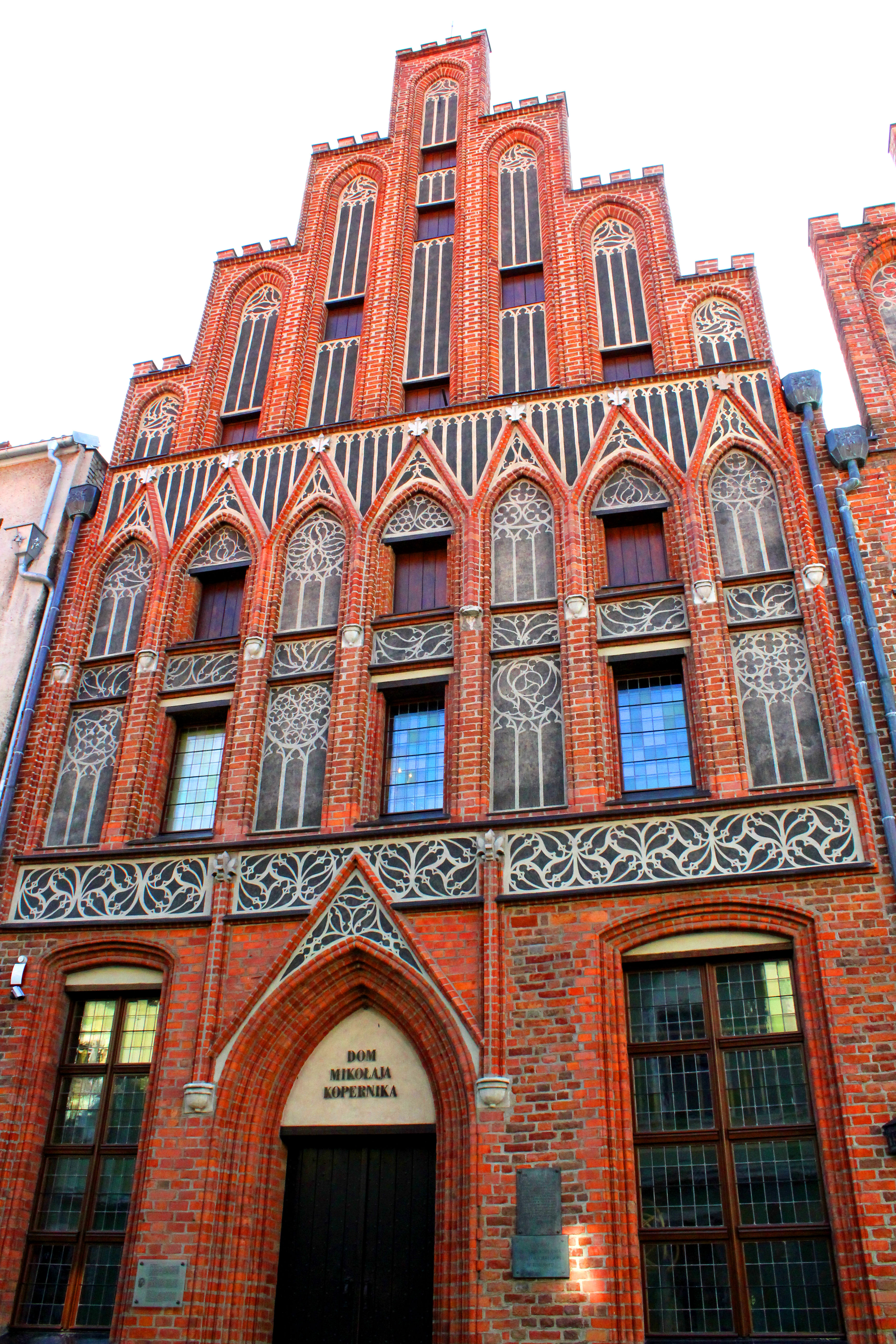
Fassade des Hauses, in dem Nikolaus Kopernikus geboren wurde

Ende des 14. Jahrhunderts wurde der Tuchhändler Herbord Platte Eigentümer des Hauses. 1459 übernahm Lucas I. Watzenrode, Großvater von Nikolaus Kopernikus, das Haus von seinem Neffen Szymon Falbrecht und übergab es seiner Tochter Barbara Watzenrode und ihrem Ehemann Nikolaus Kopernikus senior. Viele Historiker bestimmen dieses Gebäude als den Ort, an dem Nikolaus Kopernikus 1473 geboren wurde. 7 Jahre nach der Geburt von Nikolaus Kopernikus, im Jahr 1480, verkaufte die Familie Kopernikus das Haus an Georg Polnische.
Im 19. Jahrhundert wurde das Gebäude zu Mietwohnungen umgebaut. Zu dieser Zeit wurden die Innenräume umgestaltet und die Fassade verputzt.
1929 wurde das Haus erstmals in das Denkmalregister eingetragen. Es wurde 1970 erneut auf diese Liste gesetzt.
Das Haus wurde in den Jahren 1972–1973 renoviert. Während der Arbeiten wurde die frühere räumliche Anordnung wiederhergestellt und unter anderem ein hoher Vorraum mit einer Küchenecke, einem Treppenhaus und einem überhängenden Holzraum (im Erdgeschoss) rekonstruiert. Renoviert wurde auch die Fassade des Gebäudes, die mit einem scharfkantigen Portal, Ziegelfriesen und vertikalen Nischen mit Maßwerken verziert ist.
Seit 1973 beherbergt das Gebäude das Nikolaus-Kopernikus-Museum.

## Interessante Tatsachen
- die Kopernikstraße hieß früher die Świętej-Anny-Straße
- am 1. Juni 1971 gab die Poczta Polska (deutsch Polnische Post) in der Serie „Na szlaku Kopernika“ (deutsch auf der Spur des Kopernikus) eine Briefmarke heraus, die das Kopernikus-Haus in Toruń mit einem Nennwert von 40 Groszy darstellt. Es war Offsetdruck auf Kreidepapier. Die Briefmarke wurde von Andrzej Heidrich entworfen. Sie blieb bis zum 31. Dezember 1994 im Umlauf.[5]

## Galerie
Innenräume des Hauses vor der Renovierung:

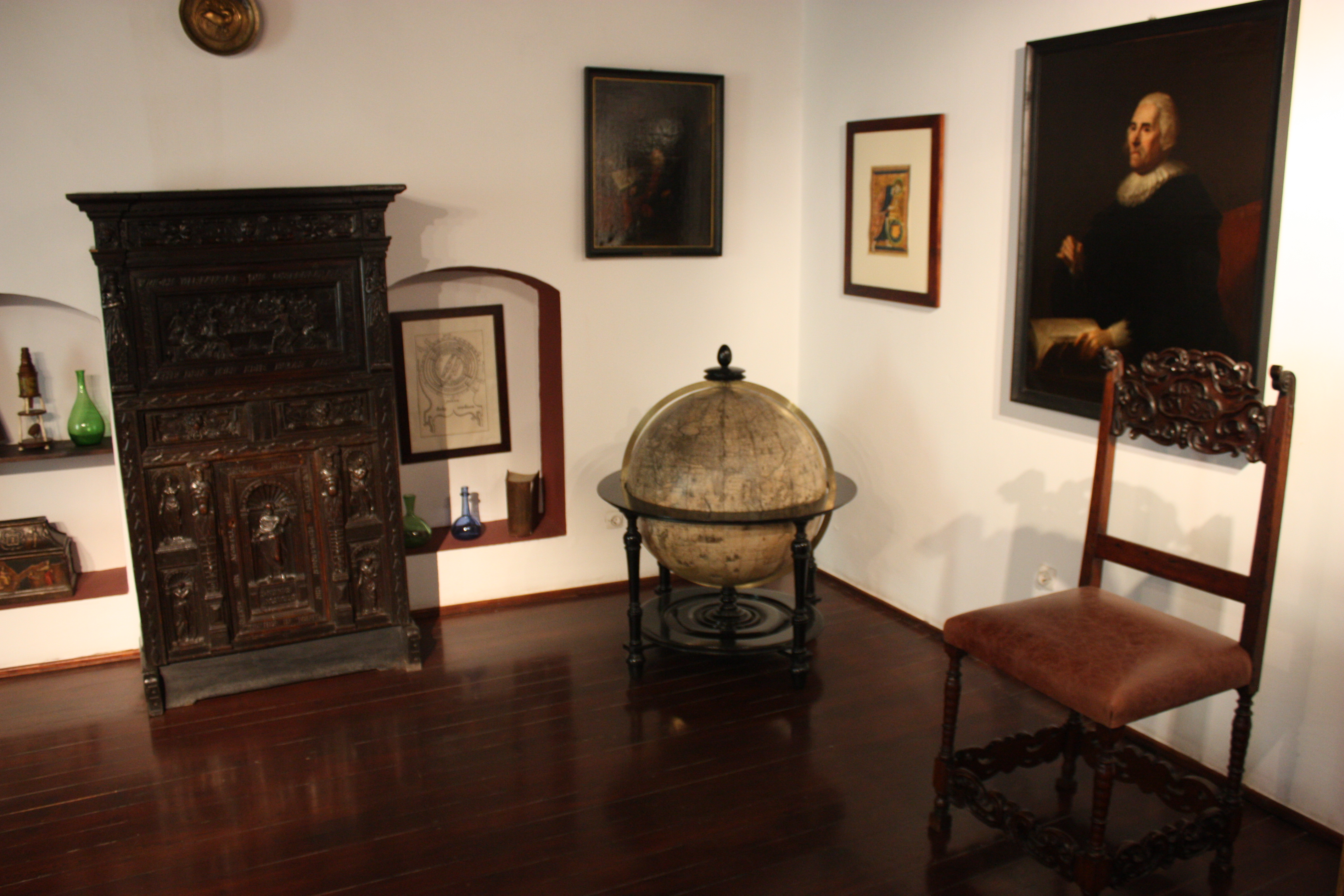
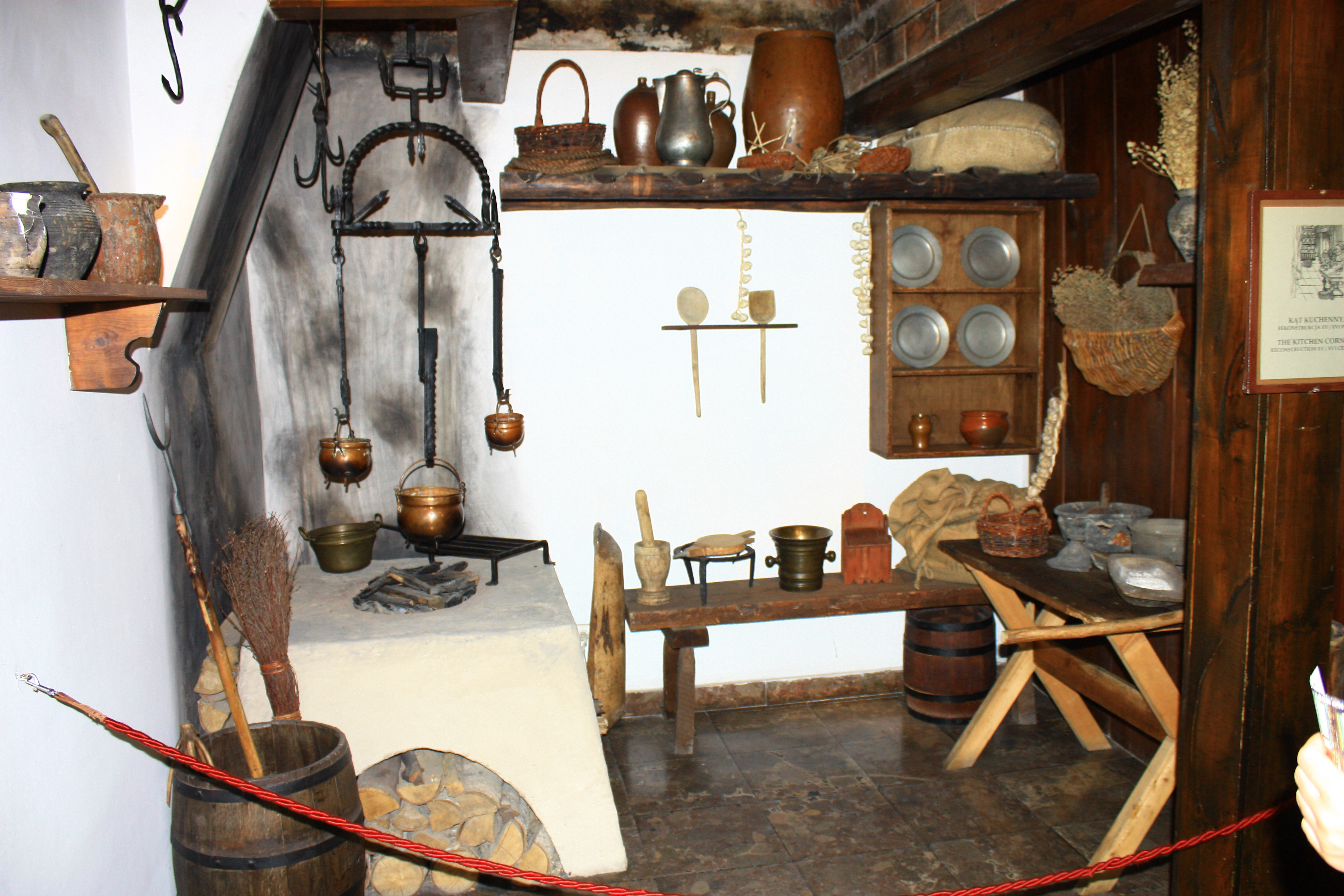
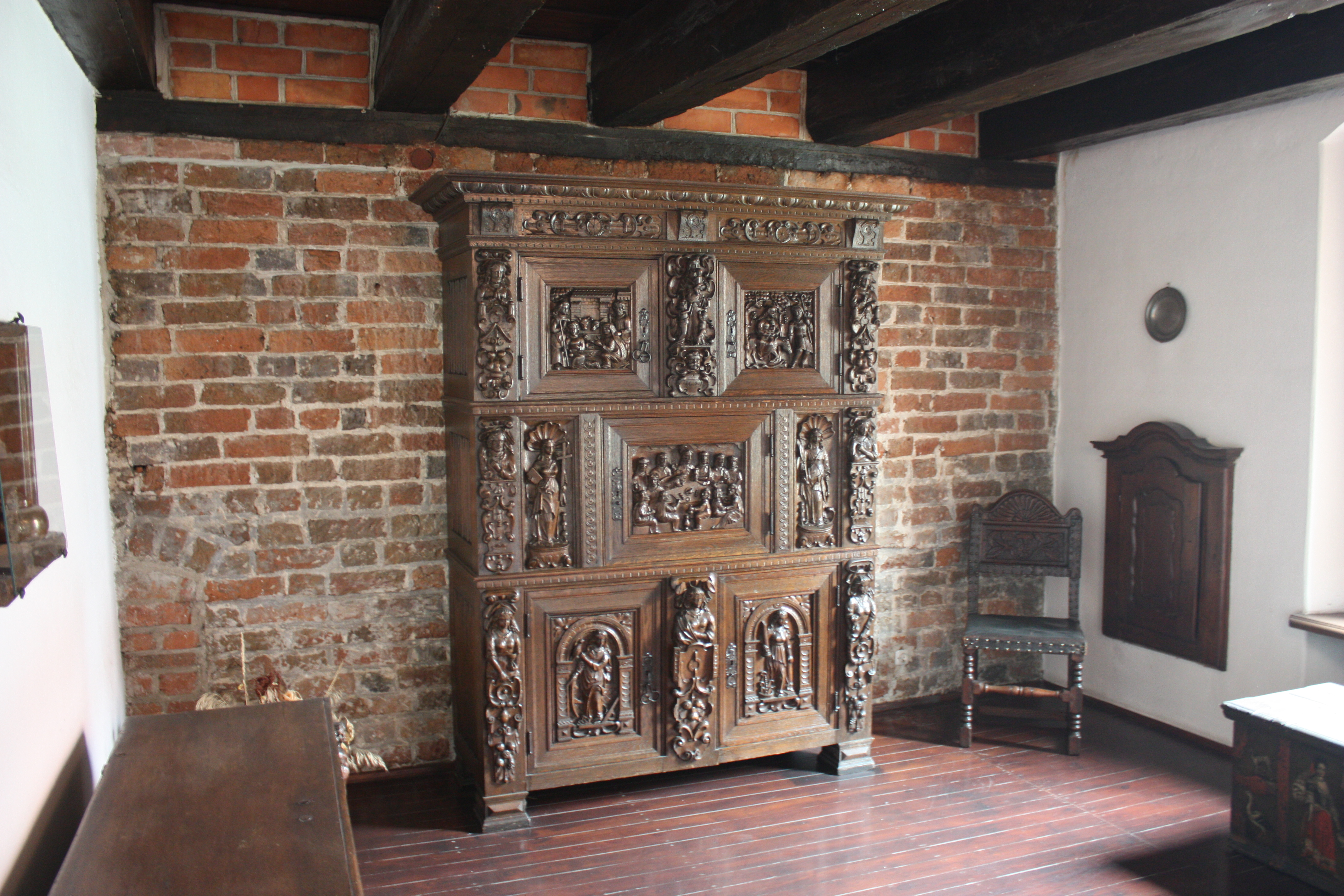
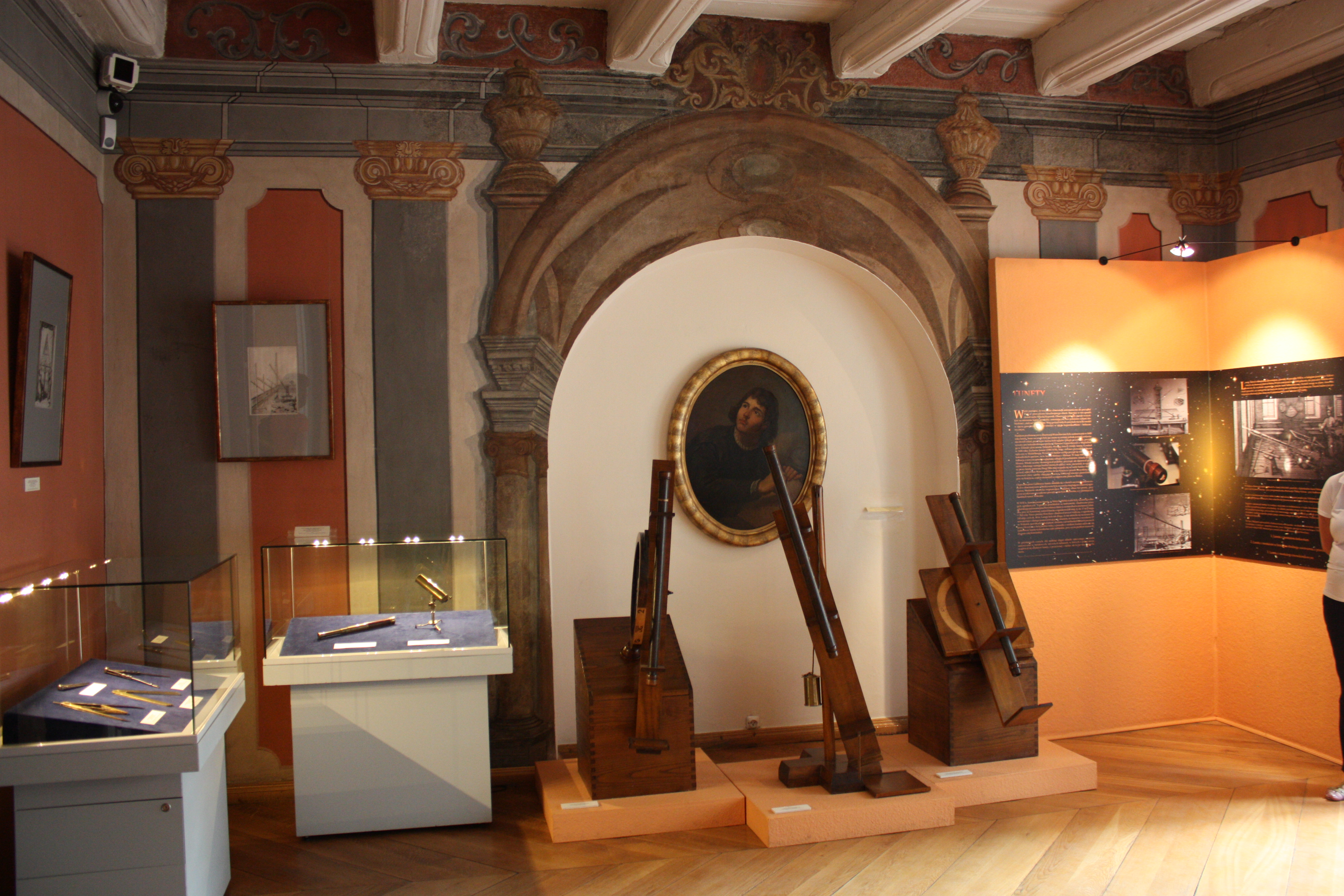